# 瑪尼巴札
瑪尼巴札(梵文：Manibhadra)，印度大乘密宗人士，八十四成就者之一。

## 簡介
瑪尼巴札亦名瑜珈女巴呼利，是阿噶市一位富人的女兒，十三歲時便與一名同種姓的男子訂婚，某日，上師固故利巴前來向瑪尼巴札乞食。瑪尼巴札疑惑固故利巴相貌俊美，卻穿著補丁衣裳，乞食為生，瑜珈士回答畏懼輪迴的道理，讓瑪尼巴札升起了信心，於是當晚夜半時分，來到固故利巴墓地裡的家中。固故利巴便授與她上樂金剛的灌頂。
瑪尼巴札在墓地中修持了好幾天才回家，她的父母親非常生氣的打罵她，但她已視其為法門。瑪尼巴札依照上師的指導專修儀軌，心離俗務。一年之後，其未婚夫前來迎娶，瑪尼巴札履行了世俗應盡的責任，後來生下一男一女。之後十二年之中未曾再見到上師。一日，在取水回家的路上，一棵樹倒下，將水壺打破了。瑪尼巴札站在那兒凝視破掉的水壺，然後她開口述道，接著躍升到空中，持續教導阿噶市人民二十一天後，便回歸空行淨土。